# 獅白ぼたん
獅白 ぼたん（ししろ ぼたん、英: Shishiro Botan）は、日本のバーチャルYouTuber、バーチャルアイドル。ホロライブプロダクションの女性バーチャルYouTuberグループ・ホロライブの5期生。

## 概要
誕生日は9月8日。身長166センチ。愛称は「ししろん」、「ぼっさん」、「446」（中国語圏）。挨拶は「ららーいおん♪」。
キャラクターデザインはトマリ、Live2Dモデルは入江燈、3Dモデルは八剣がそれぞれ担当。ファンネームは「SSRB」、メンバーシップネームは「ししろぼ団【SSRB】」。好きな物は、ゲーム全般、動画制作編集、自作PC、楽しいこと。

## 略歴
- 2020年

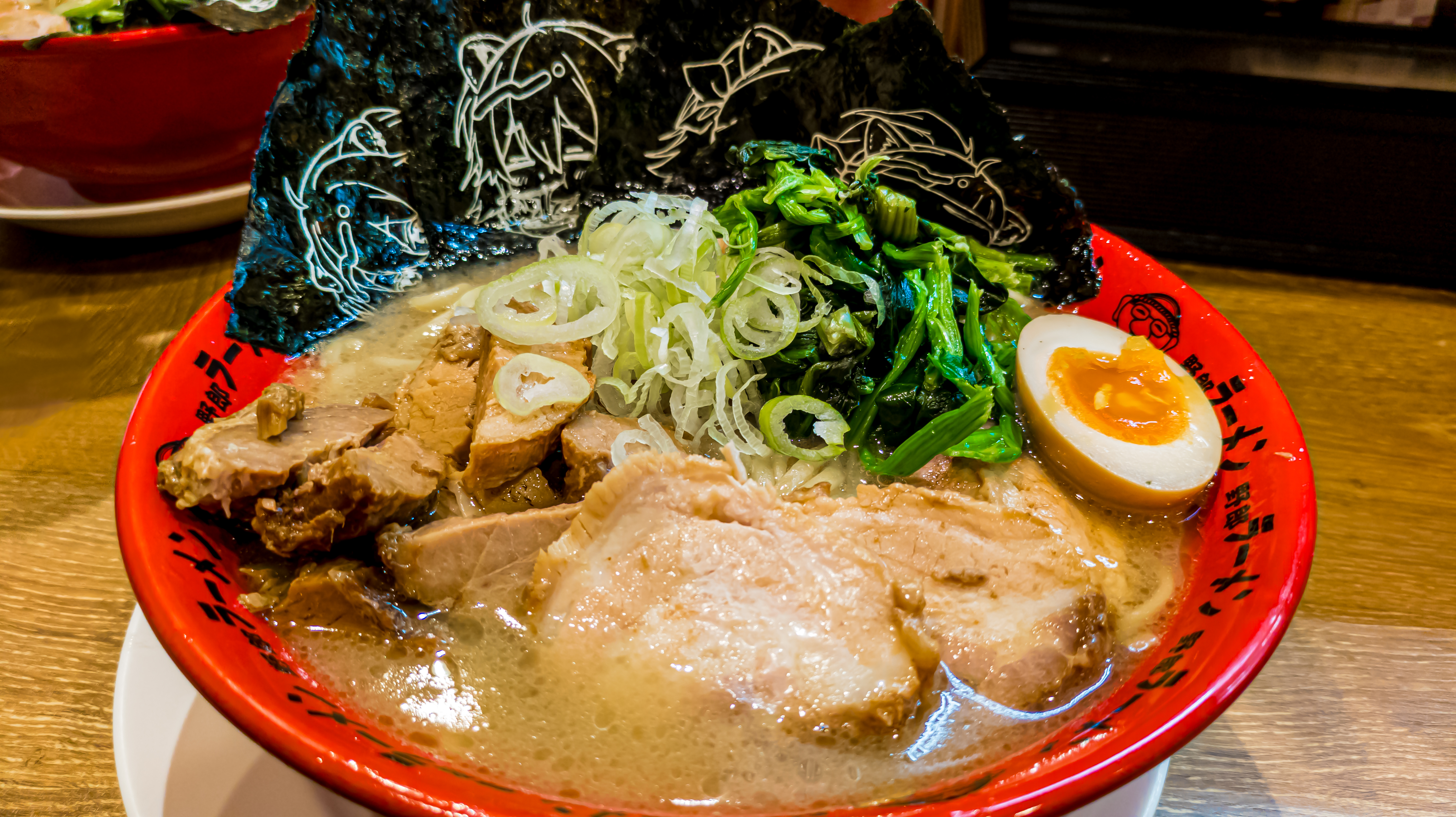
野郎ラーメンで提供された、獅白ぼたん考案のラーメン。

  - 8月6日、Twitterでの活動を開始。
  - 8月14日、YouTubeにて初配信を行いデビュー[8][9]。初配信前にYouTubeのチャンネル登録者数が10万人を突破[10]。デビュー配信前にチャンネル登録者数が10万人を突破したのは、ホロライブプロダクションの所属タレントとしては初となる[10]。
  - 9月11日、メンバーシップを解禁[11]。
  - 10月21日、ASUSとマイクロン・テクノロジから、パソコンパーツの提供を受け、自作PCを組み立てた[12][13]。
  - 12月22日、オリジナル楽曲「BLUE CLAPPER」の歌唱に参加[14]。

- 2021年
  - 1月1日、お正月新衣装お披露目配信を実施[15][16]。
  - 1月16日、3Dお披露目配信を実施[17][18][19]。
  - 6月8日、レッドブルのバーチャル・アンバサダーに就任[20]。
  - 9月2日、新衣装お披露目配信を実施[21]。
  - 10月16日、YouTubeのチャンネル登録者数が100万人を突破[22]。チャンネル登録者数が100万人を超えたのは、バーチャルYouTuberとしては26人目、ホロライブの所属タレントとしては百鬼あやめ、角巻わため、天音かなたに続き23人目、ホロライブ5期生としては初となる[22]。

- 2022年
  - 9月3日、新衣装お披露目配信を実施[23]。

- 2024年
  - 8月31日、池袋サンシャインシティで開催された生誕イベント「麺屋ぼたん世界新記録への道」において、ファンと協力して33,138個のカップヌードルを並べて巨大文字を作成し、「パッケージ入り食品で作った最大の文章（Largest packaged food sentence）」のギネス世界記録を達成した[24]。
  - 11月4日 - 12月15日、野郎ラーメンにて「麵屋ぼたん」として、獅白ぼたんが考案したラーメンを販売[25]。

- 2025年
  - 1月15日、「日本eスポーツアワード2024」において、ライブエンターテイメント部門のVTuber賞を受賞した[26][27]。

## 主な出演

### ライブ・イベント
- hololive IDOL PROJECT 1st Live.『Bloom,』（2021年2月17日[28][29]、ニコニコ生放送・SPWN）
- ヴァイスシュヴァルツ＆Reバース presents ホロライブプロダクションフェスティバル（2021年10月10日[30]、横浜国際平和会議場 展示ホールD）
- 「hololive 5th Generation Live "Twinkle 4 You"」（2023年7月7日、東京ドームシティホール）[31]
- Blue Journey 1st Live「夜明けのうた」（2023年9月13日、東京ガーデンシアター）[32]
- 「hololive5期生 4周年記念 ファン大感謝祭　～みんなねぽらぼに愛に恋～」（2024年8月17日、ベルサール渋谷ガーデン）[33]

#### ホロライブ全体ライブ
- 「hololive 3rd fes. Link Your Wish Supported By ヴァイスシュヴァルツ」Day2（2022年3月20日、幕張メッセ）[34]
- 「hololive 4th fes. Our Bright Parade Supported By Bushiroad」DAY2（2023年3月19日、幕張メッセ）[35]
- 「hololive 5th fes. Capture the Moment Supported By Bushiroad」（2024年3月16日 - 3月17日、幕張メッセ）[36]
- 「hololive 6th fes. Color Rise Harmony」DAY2（2025年3月9日、幕張メッセ）[37]

### インターネット番組
- 『ノーモア★ヒーローズ３』公式生放送「ノーモア放送局5.1GHm」（2021年4月8日[38]、YouTube Live・TwitterLive）
- 『ノーモア★ヒーローズ３』公式生放送「ノーモア放送局5.1GHm PART2」（2021年8月26日[39]、YouTube Live・TwitterLive・Twitch）
- ホロライブミステリー劇場2 『呪説 堕トシモノ』 マーダーミステリー・ザ・Ｖ（2021年8月27日[40]、ニコニコ生放送）

### ゲーム
- 妖怪ウォッチ ぷにぷに（2022年8月1日 - 16日）コラボイベント期間にゲーム内キャラクターとして追加[41]。

## タイアップ
- ガールズ&パンツァー 戦車道大作戦!（2021年8月28日[42]）公式ゲーム実況配信を実施。
- 富士急ハイランド（2021年9月18日 - 10月31日[43][44][45]）コラボ装飾、アナウンス、コラボフード販売、スタンプラリーイベントなどを実施。
- 2024年9月、東京ゲームショウ2024において、東プレのキーボード「REALFORCE」のコラボモデルが発表された[46]。
- 東京ジョイポリス（2025年5月30日 - 7月21日） - コラボイベント「ホロライブ×ジョイポリス SWEETY PARTY」に、「ねぽらぼ」（5期生）として参加[47]。

## リリース音源
○出典：hololive（ホロライブ）公式サイト

### 獅白ぼたん
| 発売日         | タイトル                      | 品番     | 出典   |
| -------------- | ----------------------------- | -------- | ------ |
| 2021年8月15日  | Lioness’ Pride                | CVRD-063 | [ 48 ] |
| 2022年8月15日  | I I I Love You                | CVRD-195 | [ 49 ] |
| 2023年11月19日 | Connect:Addict                | CVRD-357 | [ 50 ] |
| 2023年12月26日 | REMIX-LionessPrideIIILoveYou- | CVRD-377 | [ 51 ] |
| 2025年5月18日  | シミュラクル                  | CVRD-571 | [ 52 ] |

| 発売日         | タイトル | 品番     | 出典   |
| -------------- | -------- | -------- | ------ |
| 2024年11月05日 | Lights   | CVRD-490 | [ 53 ] |

### hololive 5th Generation
| 発売日        | タイトル               | 品番     | 出典   |
| ------------- | ---------------------- | -------- | ------ |
| 2023年6月17日 | Twinkle 4 You          | CVRD-300 | [ 54 ] |
| 2023年7月8日  | Hyper Jumpin’          | CVRD-305 | [ 55 ] |
| 2023年6月29日 | Cosmic Wonderful Tour! | CVRD-302 | [ 56 ] |
| 2025年8月18日 | ひとつになる声         | CVRD-618 | [ 57 ] |

### hololive IDOL PROJECT
| 発売日         | タイトル                                            | 品番     | 出典   |
| -------------- | --------------------------------------------------- | -------- | ------ |
| 2020年12月24日 | BLUE CLAPPER                                        | CVRD-017 | [ 14 ] |
| 2022年8月19日  | 飛んでK！ホロライブサマー                           | CVRD-199 | [ 58 ] |
| 2022年8月26日  | Sparklers                                           | CVRD-202 | [ 59 ] |
| 2024年3月15日  | ホロライブ言えるかな？hololive SUPER EXPO 2024 ver. | CVRD-406 | [ 60 ] |

| 発売日        | タイトル | 品番     | 出典   |
| ------------- | -------- | -------- | ------ |
| 2021年4月21日 | Bouquet  | HOLO-001 | [ 61 ] |

### その他の参加作品
| 発売日       | タイトル                            | アーティスト                                                         | 品番       | 出典   |
| ------------ | ----------------------------------- | -------------------------------------------------------------------- | ---------- | ------ |
| 2024年2月7日 | 水たまり                            | Blue Journey                                                         | UPCH-89552 | [ 62 ] |
| 2024年2月8日 | 地獄で会おうぜ！ スバちょこるなたん | スバちょこるなたん（癒月ちょこ＆大空スバル＆姫森ルーナ＆獅白ぼたん） | CVRD-373   | [ 63 ] |

| 発売日         | タイトル                  | アーティスト          | 品番       | 楽曲                                            | 出典          |
| -------------- | ------------------------- | --------------------- | ---------- | ----------------------------------------------- | ------------- |
| 2021年12月30日 | わためのうた vol.2        | 角巻わため            | CVRD-109   | ししわたクッキング feat. 獅白ぼたん             | [ 64 ]        |
| 2023年9月6日   | 夜明けのうた              | Blue Journey          | UPCH-20658 | -                                               | [ 65 ]        |
| 2024年2月27日  | ほろはにヶ丘高校 -Covers- | hololive × HoneyWorks | HLP-10005  | 大嫌いなはずだった。 （獅白ぼたん、尾丸ポルカ） | [ 66 ] [ 67 ] |